# Kamtjärnen (Fredrika socken, Lappland)
Kamtjärnen är en sjö i Åsele kommun i Lappland och ingår i Gideälvens huvudavrinningsområde.